# 이혜인 (펜싱 선수)
이혜인(李慧仁, 1995년 1월 16일~)은 대한민국의 펜싱 선수로 주 종목은 에페이다. 올림픽에 2회 참가했으며 2018년 세계 펜싱 선수권 대회와 2018년 아시안 게임에서 여자 에페 단체전 은메달을 획득했다.
아버지는 펜싱 선수 출신 지도자인 이승림이다.